# Abepura (distriktshuvudort i Indonesien)
Abepura är en distriktshuvudort i Indonesien.   Den ligger i provinsen Papua, i den östra delen av landet, 3 800 km öster om huvudstaden Jakarta. Abepura ligger 85 meter över havet och antalet invånare är 62 248.
Terrängen runt Abepura är varierad. Runt Abepura är det tätbefolkat, med 343 invånare per kvadratkilometer. Närmaste större samhälle är Jayapura, 11,8 km nordost om Abepura. I omgivningarna runt Abepura växer i huvudsak städsegrön lövskog.